# Leo Trese
Leo J. Trese (ur. 1902, zm. 1970) – amerykański duchowny katolicki, kapłan diecezji Detroit, pisarz i katecheta, autor książki W co wierzymy (The Faith Explained). Książka ta z uwagi na przystępny sposób przedstawienia podstaw wiary i życia chrześcijańskiego zyskała wielką poczytność i została przetłumaczona na wiele języków (w samej Hiszpanii 22 wydania). Wiele innych jego książek zostało przetłumaczone na język hiszpański, niemiecki, francuski, włoski i koreański.

## Książki
- Vessel of Clay (1950)
- Many Are One (1952)
- A Man Approved (1953)
- Wisdom Shall Enter (1954), wyd. pol.: Jak dostać się do nieba?, tłum. Jacek Partyka, wyd. Wydawnictwo AA, Kraków 2013[2]
- Tenders of the Flock (1955)
- More Than Many Sparrows (1956)
- The Faith Explained (1959), wyd. pol.: W co wierzymy. Podstawy wiary i życia chrześcijańskiego, wyd. Wydawnictwo AA, Kraków 2007[3]
- You Are Called to Greatness (1964), wyd. pol.: Możesz wzbić się jak orzeł, wyd. Wydawnictwo AA. Kraków 2017, tłum. Monika Kłysińska[4]
- Seventeen Steps to Heaven: A Catholic Guide to Salvation – Sophia Institute Press (2001)[5]